# チャールズ・ゴードン (第2代アボイン伯爵)
第2代アボイン伯爵チャールズ・ゴードン（英語: Charles Gordon, 2nd Earl of Aboyne、1702年4月没）は、スコットランド貴族。カトリック信者として育てられたが、1698年にスコットランド王国議会でプロテスタントであると宣誓して議員に就任した。

## 生涯
初代アボイン伯爵チャールズ・ゴードンと2人目の妻エリザベス・ライアン（Elizabeth Lyon、第2代キングホーン伯爵ジョン・ライアンの娘）の息子として生まれた。1681年3月に父が死去すると、アボイン伯爵位を継承した。同年4月よりドゥエーのカトリック学校で教育を受けた。
ジャコバイトである第4代パース伯爵ジェームズ・ドラモンドは1694年3月30日付けの手紙で第2代アボイン伯爵の謙虚さを称えた。
1698年7月27日、スコットランド王国議会の議員への就任を求めたが、「教皇派」（papist、「カトリック信者」と同義）として育てられ、それ以降も教皇派であり続けたとして反対を受けると、アボイン伯爵はプロテスタントとして宣誓した。これによりアボイン伯爵は議員就任を許可された。
1702年4月に死去、息子ジョンが爵位を継承した。

## 家族
母の親族にあたるエリザベス・ライアン（Elizabeth Lyon、1739年1月没、第3代ストラスモア＝キングホーン伯爵パトリック・ライアンの娘）と結婚、1男3女をもうけた。
- ジョン（1732年没） - 第3代アボイン伯爵
- ヘレン（1731年11月3日以前没） - ジョージ・キナード（George Kinnaird、ジョージ・キナード閣下の息子、初代キナード卿ジョージ・キナードの孫）と結婚、子供あり
- エリザベス（1770年4月14日没）
- グリゼル（Grizel、1761年10月18日没） - 1735年7月14日、ジェームズ・グラント（James Grant）と結婚